# Sint-Aloysiusinstituut (Lier)
Het Sint-Aloysiusinstituut (SAL) te Lier is de voormalige verpleegsterschool. De school begon klein in oorlogstijd en groeide uit tot zowel een campus verpleegkunde en vroedkunde van een hogeschool als tot een school voor secundair onderwijs in de paramedische sector.

## Geschiedenis

### Gasthuis Lier
In de twaalfde eeuw werd door de Gasthuiszusters van Lier een tehuis opgericht voor zieke pelgrims die het graf van Gummarus bezochten. Vanaf de vijftiende eeuw heette het hospitaal Sint-Elisabethgasthuis. Het werd gefinancierd door giften en betalende inwoners. Zo spraken de Lierenaars van Tryckgasthuis, ofwel rijk gasthuis. Daar stonden zusters in voor geestelijke bijstand en bestrijding van ziektesymptomen. Door het Concilie van Trente in de 16e eeuw werden kloosters hervormd. Het opvangtehuis werd een verpleeginrichting met actieve ziekenzorg. Begin 19e eeuw kwamen gediplomeerde dokters in vaste dienst. De Lierse zusters en apothekers voelden de nood aan een opleiding. 

### Professionalisering vanaf begin 20e eeuw
Vanaf 1908 begon de professionalisering. Het gasthuis startte met een opleiding voor verpleging die tot een bekwaamheidsattest van ziekenoppasser leidde. In het Heilig-Hartziekenhuis van Lier dat beheerd werd door de congregatie van de Gasthuiszusters-Augustinessen van Lier konden de verpleegsters stage lopen.

### Start school voor verpleegkunde en vroedkunde

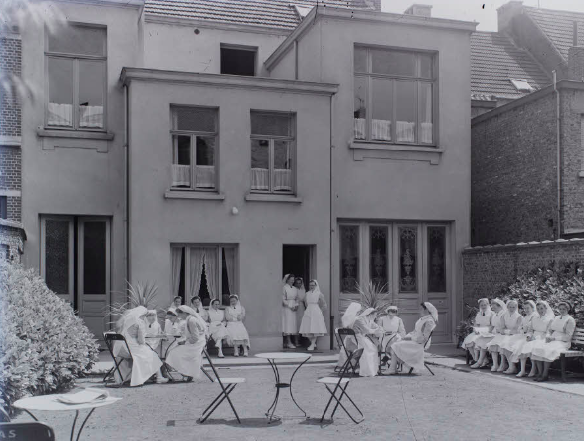
Verpleegsters van Sint-Aloysius in groep bijeen op een terras van de school in de Kolveniersvest nummer 24

In 1942 nam Moeder Camilla Billo, de algemeen overste van de congregatie van de Gasthuiszusters-Augustinessen in Lier, het initiatief om een school op te richten voor de opleiding verpleegkunde en vroedkunde. Sint-Aloysius werd de patroonheilige van de school. De eerste leerlingen waren kloosterzusters die op internaat zaten. De klemtoon lag op het spirituele en de ziekenzorg.

### Zuster Christine als directrice
- 1957: Zuster Christine werd directrice en leidde de school met internaat tot 1987. Door de implementatie van nieuwe koninklijke besluiten kreeg het opleidingsaanbod van de verpleegsterschool een nieuwe structuur. Er bestond voortaan een richting gegradueerde verpleegkundige (A1) en verpleegassistent (A2). Het katholiek onderwijs in Lier had vanaf dan een eigen hogeschool en bood een A1-opleiding aan.
- 1964: De school ging voor uitbreiding van de studiemogelijkheden en startte met de studierichting verpleegassistenten (A2). Deze opleiding bereidde leerlingen na het secundair onderwijs voor op de studie van verpleegster en werd ook de aspirantenschool genoemd. Vanaf 1964 startten de eerste jongens aan een opleiding verpleegkunde (A1). Directrice zuster Christine sliep in het internaat in het huis van de jongens om toezicht te houden.
- 1969–1970: Start adviserende studentenraad met klassenafgevaardigden. Deze raad had als doel de studentenbelangen te verdedigen.
- 1978: Studentenclub het Goefferke startte met de organisatie van vrijetijdsactiviteiten.
- 1982: Jongens zijn door de gelijkekansenwet van 1978 vanaf dan ook welkom in de opleiding verpleegassistenten (A2).

### Evolutie naar hogeschool en praktijkopleidingen verpleegkunde
1995: Fusie met Katholieke Hogeschool Kempen, waardoor de studierichting van het niveau hoger onderwijs een eigen weg opgaat en een eigen directie en bestuur krijgt. Het Sint-Aloysiusinstituut omvat vanaf nu de aanvullende secundaire beroepsopleiding HBO5 verpleegkunde (graduaatsopleiding) en een secundaire school.

## Na de eeuwwisseling

### SAL internaat vanaf 6 jaar
2006: Het internaat van Sint-Aloysiusinstituut (SAL) aan de Antwerpsestraat 121 te Lier begon met opvang van leerlingen vanaf 6 jaar. SAL wonen is een internaat voor zowel eigen leerlingen als leerlingen vanuit andere Lierse scholen en omgeving.

### Thomas More hogeschool tijdperk

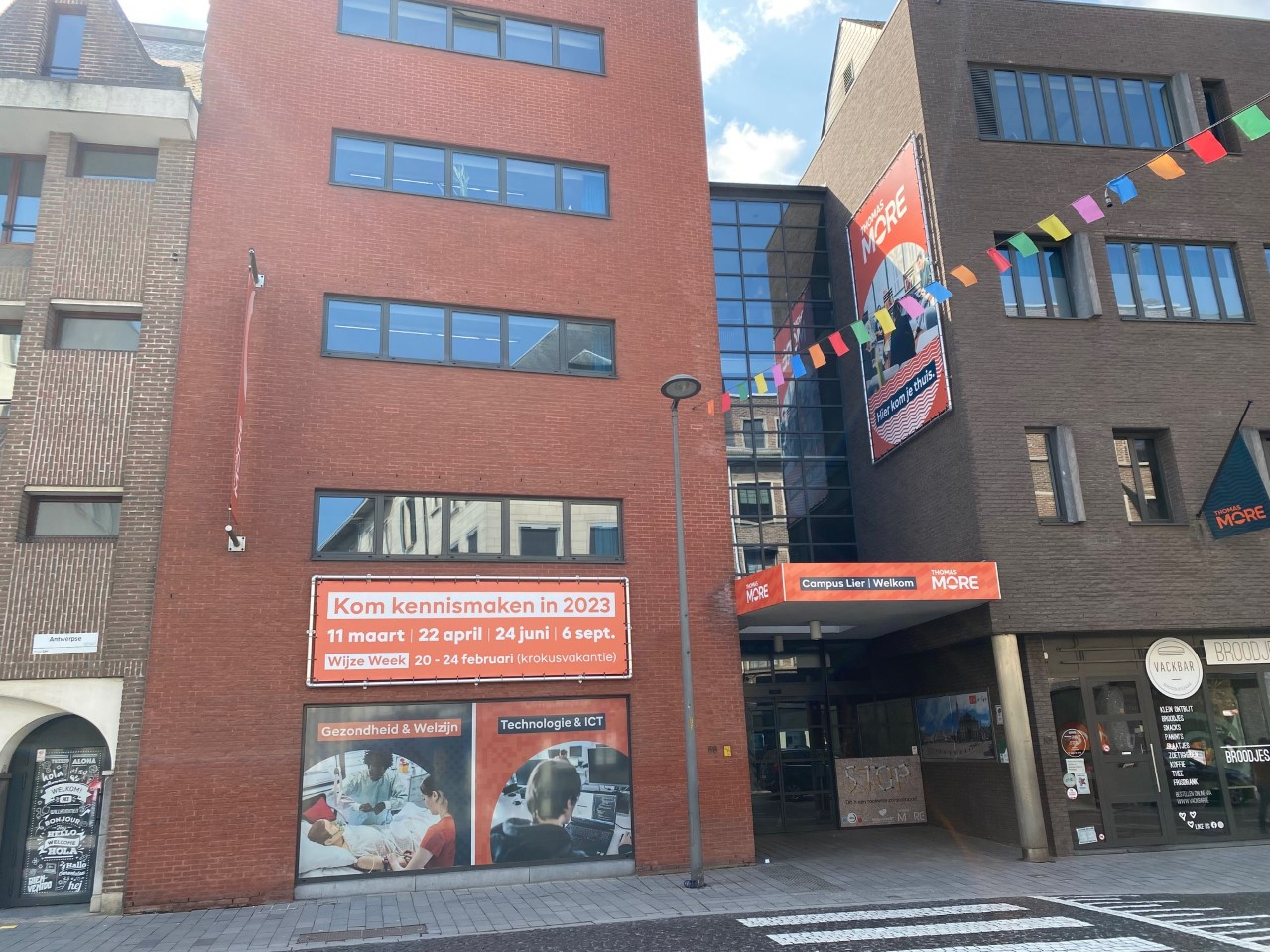
Thomas More campus Lier

2012: Hogescholen fusioneerden verder en startten onder de naam Thomas More. De hogeschoolopleiding voor verpleegkunde of vroedkunde in Lier bleef bestaan en werd georganiseerd op de campus van Thomas More in de Antwerpsestraat 99 te Lier. Voor de HBO5–opleiding verpleegkunde blijft Sint-Aloysiusinstituut (SAL) nauw samenwerken met hogeschool Thomas More.

### 75 jaar Sint-Aloysius Lier
2017: 75ste verjaardag Sint-Aloysiusinstituut. Samen met het stedelijk museum van Lier organiseerde Sint-Aloysiusinstituut (SAL) op de erfgoeddag een interactieve dag. SAL is na 75 jaar uitgegroeid tot een school voor Zorg en Wetenschap. Leerlingen kunnen er terecht voor technisch en beroepsonderwijs in de 2de en 3de graad Zorg & Wetenschap, in de studiedomeinen STEM en Maatschappij & Welzijn. In het aanbod zit een graduaatsopleiding (HBO5) verpleegkunde in het hoger beroepsonderwijs die uit vijf verschillende modules bestaat die worden gespreid over drie studiejaren.

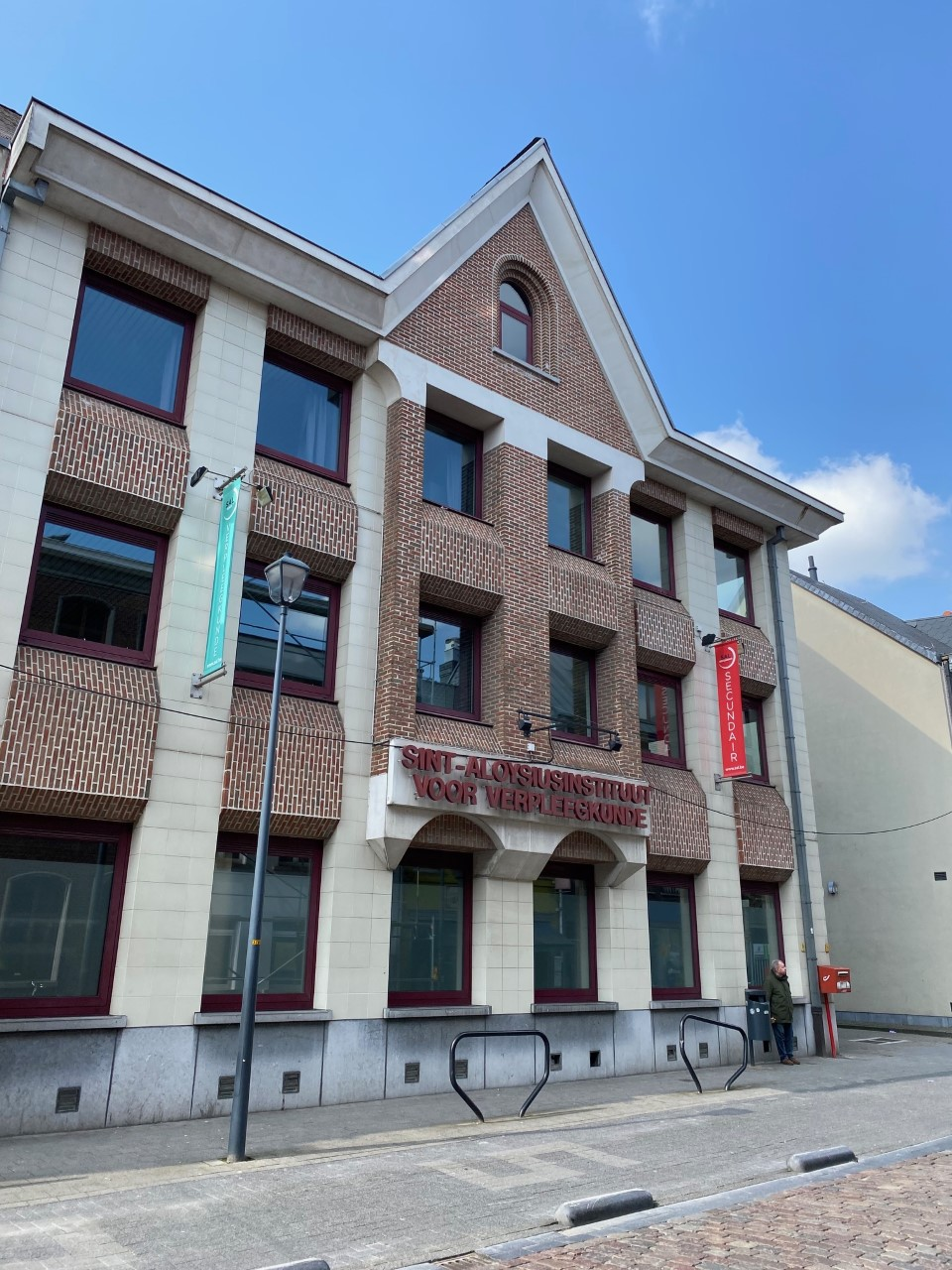
Secundair onderwijs SAL

### Uitbouw praktijkopleiding HBO5 verpleegkunde
2019: Sint-Aloysiusinstituut in de Kolveniersvest (SAL) opende vaardigheidscentrum met levensechte poppen voor simulatietrainingen van de HBO5-opleiding Verpleegkunde.

## Locaties
- 1942: De verpleegsterschool werd opgestart in het klooster van de Gasthuiszusters-Augustinessen Kolveniersvest 20 te Lier.
- 1945: De verpleegsterschool kreeg een eigen gebouw in de Kolveniersvest 24 in Lier. In dit huis woonde voordien Maurice Van Breda, medestichter van Bank & Verzekeringen Van Breda.
- 1955: Het bestaande schoolgebouw werd fors uitgebreid.
- 1968: Nieuwbouw in T-vorm aan de Antwerpsestraat 101 te Lier. Het was op dat moment de modernste school voor verpleegkunde in Vlaanderen. Vijfendertig jaar lang zouden in dit gebouw bijna alle lessen voor verpleegkundigen en vroedvrouwen plaatsvinden.
- 1989: Internen verhuisden naar 't SAL of huis de Strycker, een voormalig notarishuis aan de Antwerpsestraat.
- 1992: Ingebruikname nieuwbouw Kolveniersvest 24 met klaslokalen en kantoren.
- 1995: Het patrimonium van de school bleef na de opsplitsing van het Sint-Aloysius-instituut in het bezit van de zusters en werd ondergebracht in de vzw Vriendenkring Christine, die in 1987 opgericht was om het internaat te steunen. De naam is een eerbetoon aan zuster Christine die dertig jaar lang directrice was. De hogeschoolopleiding verpleegkunde SAL is gevestigd in de Kolveniersvest 24. Het technisch en beroepsonderwijs 2de en 3de graad zorg Sint-Aloysius Lier bevindt zich ook in de Kolveniersvest 24. De achterzijde van de afdeling secundair en HBO5 is verbonden met de gebouwen van de hogeschool en de afdeling wonen (residentie en internaat).
- 2003: Ingebruikname nieuw schoolgebouw voor Katholieke Hogeschool Kempen in de Antwerpsestraat 99 – 103 in aanwezigheid van Marleen Vanderpoorten, minister van onderwijs.
- 2018: Door het succes van de opleiding Zorg HBO5 Verpleegkunde, een praktijkgerichte opleiding tot verpleegkundige en wetenschap, drong uitbreiding zich op. Sint-Aloysiusinstituut (SAL) nam aan de Mechelsestraat 14 een bijkomende nieuwbouw in gebruik.